# 마티나 이매뉴얼
마티나 이매뉴얼(영어: Martina Emanuel, 1985년 12월 26일 ~) 혹은 마르티나 에마누엘은 이탈리아 태생의 영국의 펜싱 선수로 주 종목은 플뢰레이다. 2012년 하계 올림픽에서 여자 플뢰레 단체의 교체 요원으로 출전하였다. 이집트를 상대로 승리한 영국은 이 토너먼트를 8위로 마감하였다.